# 索洛韦茨基群岛
索洛韦茨基群岛（俄語：Солове́цкие острова，簡稱）又称索洛维茨群岛，其位於白海，屬俄羅斯阿爾漢格爾斯克州。

## 地理
面積340平方公里，由六個島組成：
- 安澤爾斯基島，面積47平方公里
- 大索洛韦茨基岛，面積246平方公里
- 大穆克萨尔马岛，面積17平方公里
- 小穆克萨尔马岛（俄语：Малая Муксалма），面積0.57平方公里
- 大扎亚茨基岛（俄语：Большой Заяцкий остров），面積1.25平方公里
- 小扎亚茨基岛（俄语：島），面積1.02平方公里。

海岸呈鋸齒狀，由花崗石和片麻岩構成。島上丘陵起伏，最高點海拔107公尺。大部份為歐洲赤松和歐洲雲杉，間有沼澤。島上湖泊眾多，有水道相連。

## 歷史
修道院始於14世紀20年代，由聖基里爾聖母升天修道院的Zosima和Savvatiy創立。修道院在15、16世紀迅速發展，成為了白海地區的政治、經濟中心：院長由沙皇和宗主教委任。1765年，修道院改由主教會議直接管轄。
修道院的業務包括鹽場（1660年代擁有54處）、魚類加工、開採雲母、冶鐵、採集珍珠等，很多人賴以為生。
17世紀修道院有350修士、600-700傭工、美術家和佃農。在1650和1660年代修道院成為旧礼仪派的要塞之一。在1668-1676年暑爆發的修道院暴動旨在反對當時尼康的宗教改革而且帶有反封建的性質。
與Sumskoy和凱姆的防禦柵欄一樣，修道院以數以十計的大炮和堅強的要塞成為了邊疆重要的堡壘。在16、17世紀，曾經成功抵禦了聖劍騎士團和瑞典的入侵（分別在1572年、1582年和1611年）。克里米亞戰爭時候，修道院曾受到三艘英國艦隊的攻勢，經過1854年7月6日和7日9小時的炮擊，敵軍無功而退。在16至20世紀，這裡既是反對政治和宗教獨裁的避難所，也是俄羅斯北部傳教中心。修道院也收藏了大量古老書籍和手稿。
十月革命後修院被封閉並在1926年改建成「索洛韦茨基特別監獄」。這是蘇聯古拉格營的原形—在此後十多年間，數以千計的人死在這裡。由於樹林—監獄主要的資源—被砍伐一空，勞改營在1939年關閉，改建成海軍士官學校。1974年年成為博物館及自然保護區。1992年回復修道院功能（現有僧侶約十人），並於同一年成為世界文化遺產。近年正重修，工程仍在進行。
可以乘坐飛機從阿爾漢格爾斯克或乘船從凱姆到島上。

## 建築
修道院座落於主島的豐盛灣（бухта Благополучия）岸，四周為高8至11公尺、厚4至6公尺的牆圍繞。中開七道門和並修築用巨石砌成的八座角樓（建於1584至1594年，由建築師Trifon負責）。修道院分為崇拜區（主要建築有有蓋通道連接）和生活區兩部份。建築包括Uspensky大教堂（建於1552至1557年）、Preobrazhensky大教堂（建於1556至1564年）、報喜教堂（建於1596至1601年）、石室（建於1615年），面積達500平方公尺的食堂，17世紀初的水磨坊，建於1777年的鐘樓和建於1834年的尼古拉教堂。